# 丰城镇
丰城镇是中国山东省青岛市即墨区原下辖的一个镇，是青岛市规划的人口规模5~10万的23个重点镇之一。2012年，丰城镇改制为丰城中心社区，并入田横镇。区域面积151.3平方千米。

## 行政区划
丰城中心社区下辖任家丰城村、时家丰城村、于家丰城村、丰城河南村、七口村、北颜武村、南颜武村、彭家屯村、刁家大丈村、宫家大丈村、八亩地村、上庄村、崔家沟村、王家屯村、芝坊村、马坊村、时家庄子村、河东村、河西村、南芦村、北芦村、北雄崖所村、南雄崖所村、王戈庄村、田庄村、东龙湾头村、前车家夼村、后车家夼村、苏口村、西百里村、东百里村、南百里村、福台岭村、营子村、泉子头村、韩家屯村、绿豆圈村、东村、外栲栳村、里栲栳村、圈里村、杜家村。

## 人口
2010年中国第六次人口普查时，丰城镇共有人口46613人。共有家庭16221户，平均每户2.86人。14岁以下的少年儿童共6730人，占总人口14.43%；15-64岁人口共33079人，占总人口70.96%；65岁及以上的老年人共6804人，占总人口的14.59%。男性共计23438人，占总人口50.28%；女性共计23175，占总人口49.71%。本地居住的人口中，拥有本地户籍的人口为45479人，占97.56%。
1. ↑  中国国务院人口普查办公室、中国国家统计局人口就业统计司等. . 统计年鉴分享平台: 表15 山东省乡、镇、街道人口. 2010  [2018-07-19]. （原始内容 (收费)存档于2018-07-19）.